# BMW Art Car

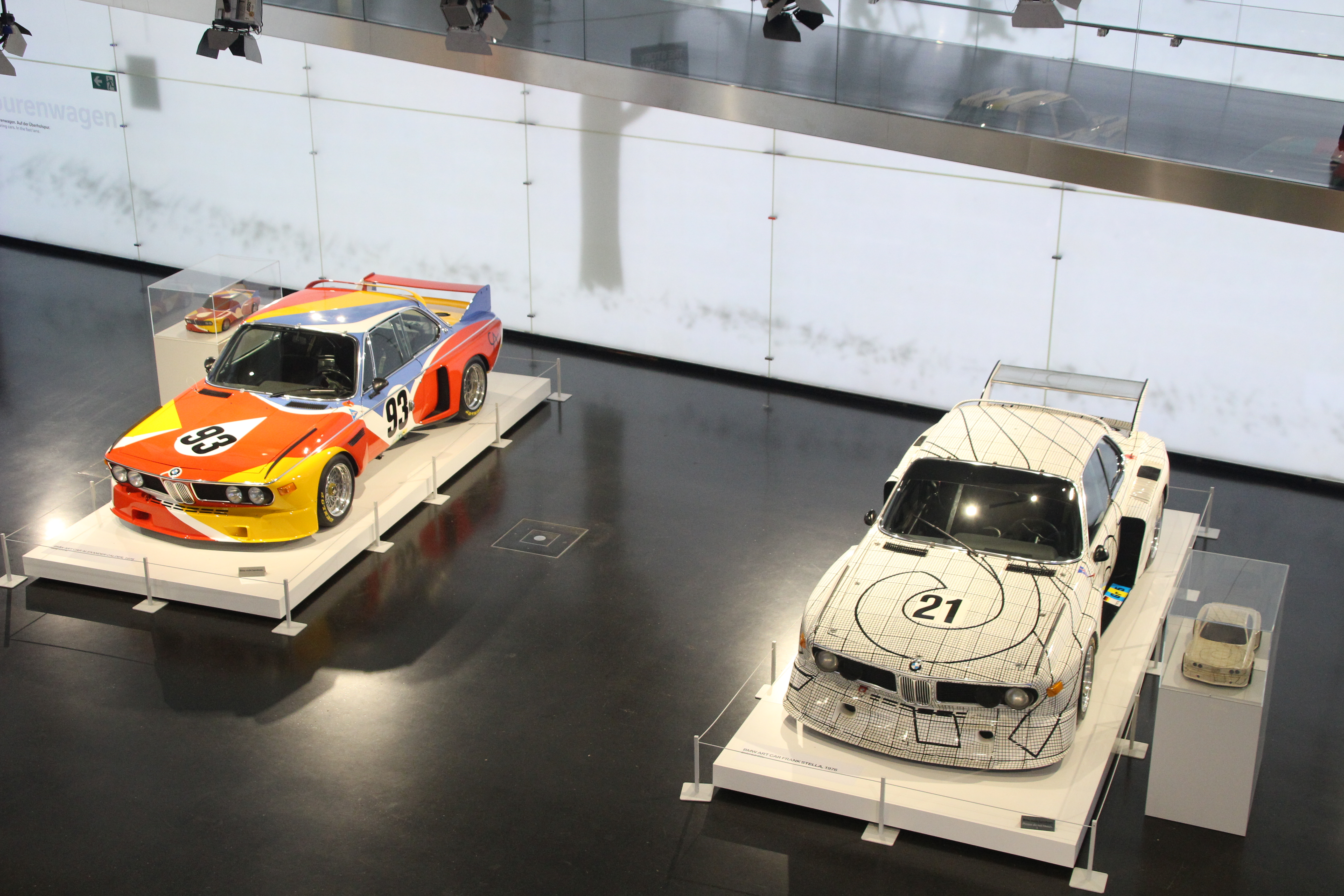
BMW 3.0 CSL dipinte da Alexander Calder (a sinistra) e Frank Stella (a destra) esposte al museo BMW

Il BMW Art Car è un progetto artistico inventato dal pilota automobilistico francese Hervé Poulain, con lo scopo di realizzare opere d'arte basate su automobili da competizione e di produzione in serie.

## Storia
Nel 1975, Poulain incaricò l'artista Alexander Calder di dipingere la prima BMW Art Car. La prima vettura dipinti fu una BMW 3.0 CSL che Poulain stesso utilizzo nella 24 ore di Le Mans del 1975. Dall'opera di Calder, molti altri artisti parteciparono al progetto BMW Art Cars, tra cui David Hockney, Jenny Holzer, Roy Lichtenstein, Robert Rauschenberg, Frank Stella e Andy Warhol. Frank Stella ha anche realizzato una vettura non ufficiale per volere del pilota automobilistico Peter Gregg. Ultima opera realizzata è stata nel 2024 dall'artista Julie Mehretu è stata basata su una BMW M Hybrid V8. Gli artisti per il BMW Art Car Project sono scelti da una giuria internazionale.

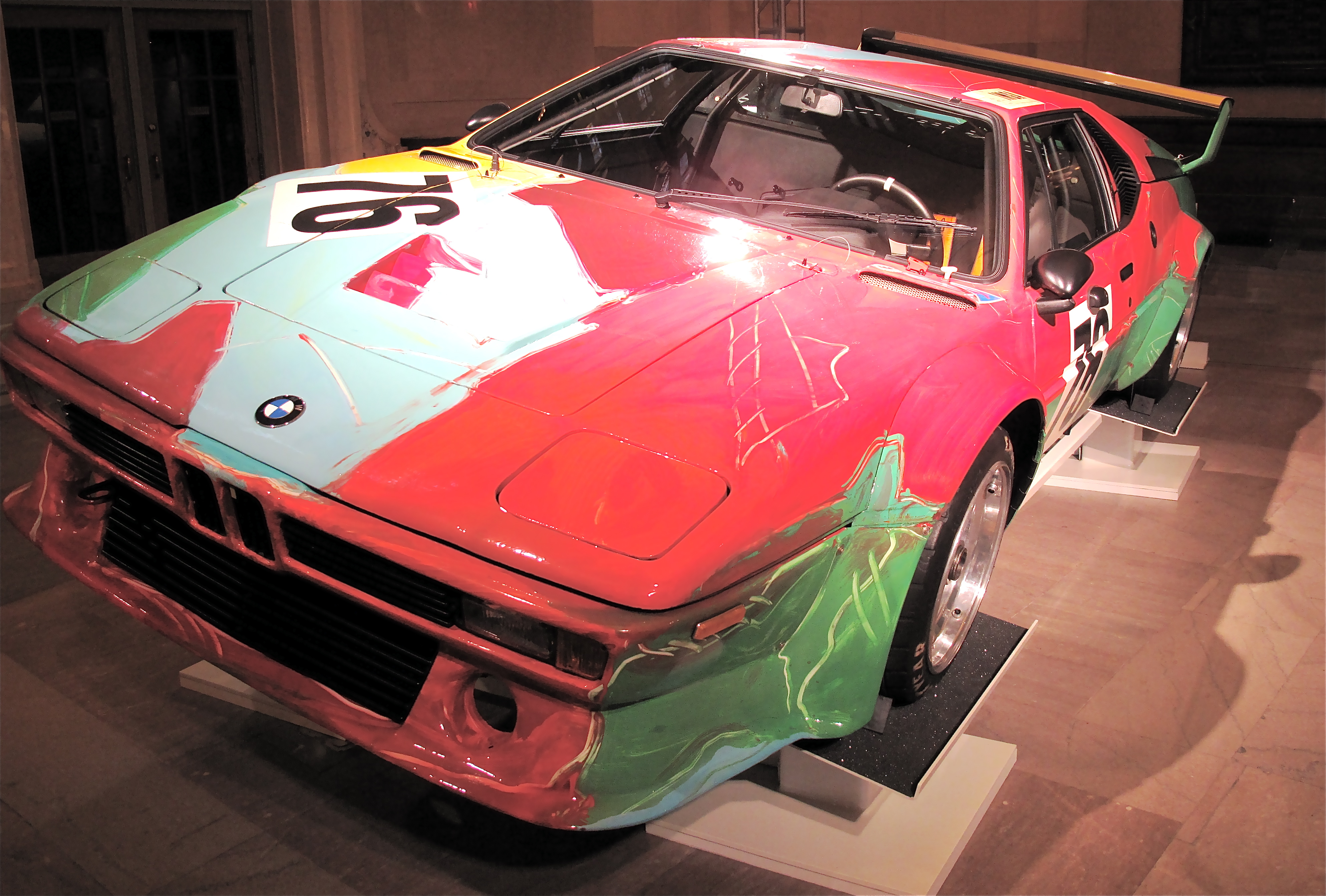
BMW M1 dipinta da Andy Warhol

## BMW Art Cars
Il numero totale delle BMW Art Cars prodotte è di 20 autovetture ideate da: Alexander Calder, Frank Stella, Roy Lichtenstein, Andy Warhol, Ernst Fuchs, Robert Rauschenberg, Michael Nelson Jagamarra, Ken Done, Matazō Kayama, César Manrique, A. R. Penck, Esther Mahlangu, Sandro Chia, David Hockney, Jenny Holzer, Olafur Eliasson, Robin Rhode, Jeff Koons, John Baldessari, Cao Fei, Julie Mehretu Il progetto del 2009 di Robin Rhode non consiste in una vera e propria Art Car, ma ha utilizzato una BMW Z4 guidata su una gigantesca tela per creare un'opera applicando la vernice con le gomme della vettura.

## Esposizione pubblica
Nel 2009 le Art Car iniziarono un tour in Nord America, iniziando dal Los Angeles County Museum of Art dal 12 al 24 febbraio. La seconda tappa è stata a New York dal 24 marzo al 6 aprile al Grand Central Terminal all'interno del Vanderbilt Hall. Le auto furono esposte in Messico, prima al MARCO, successivamente a Guadalajara e a Città del Messico. A luglio 2012 una selezione delle vetture è stata presentata dall'Institute of Contemporary Arts in un parcheggio a Shoreditch nell'ambito del London Festival 2012.

## BMW Art Car non ufficiali
Sono state realizzate anche altre Art Car non patrocinate dalla BMW. L'artista, pittore e grafico tedesco Walter Maurer ha progettato una vettura. Nel 2013 l'artista Andy Reiben ha creato un'opera d'arte chiamata 3 Series Fluidum, utilizzando vernici iridescenti, fluorescenti e fotoluminescenti. Nel 1979 il pilota Peter Gregg acquistò una BMW M1 Procar e commissionò a Frank Stella di dipingerla; questa auto è l'unica Art Car non ufficiale dipinta da un artista entrata a far parte del programma BMW Art Car, per poi essere venduta dal Museo Guggenheim ad un rivenditore BMW a Long Island nel 2011. L'auto fa parte della collezione "Polar Coordinates" creata da Frank Stella per commemorare la morte di Ronnie Peterson in un incidente di gara a Monza nel 1978. Nel 1987 Keith Haring dipinse una BMW Z1 alla Hans Mayer Gallery di Düsseldorf. Nel 2016, il Consiglio Culturale della Greater Jacksonville ha incaricato l'artista Christie Chandler di dipingere una BMW X6 per il gala annuale di premiazioni al TPC Sawgrass.